# 宮澤佐江
宮澤佐江（日语：／ Miyazawa Sae */?，1990年8月13日—），日本女藝人，女子偶像團體AKB48、SNH48、SKE48的前成員，現所屬經紀公司為Horipro。

## 經歷
2006年
- 參加過選拔出AKB48 Team A的第一期成員甄選但是因為趕不及徵選時間落選[1]，然後在第二期AKB48追加成員甄選中合格成為Team K的一員。
- 10月25日發行的單曲「想見你」初次入選選拔成員。除了兩次猜拳大會單曲外，直到2012年8月發行的27th單曲「格子花紋」，宮澤都是選拔成員。

2007年
- 與中西里菜、秋元才加3個人組成分支團體「Chocolove from AKB48」發行了2張單曲、1張專輯。因為中西里菜身體狀況不佳而休養且在2008年從AKB48畢業的關係，此團體的活動事實上已經終止。

2008年
- 與秋元才加一起演出日劇。

2009年
- 7月8日、AKB48第13張單曲選拔總選舉「向神發誓，動真格」：第14名。入圍單曲選拔。
- DVD『彼女』發售，拿下2009年度女子偶像類別DVD銷量1位。

2010年
- 6月9日、AKB48第17張單曲選拔總選舉「向母親發誓，這是真的」︰第9名。第一次進入前十名，入圍媒體選拔。

2011年
- 6月9日、AKB48第22張單曲選拔總選舉︰第11名。入圍媒體選拔。
- 2月27日、當天研究生公演結束後以特別來賓出現，和同office48事務所的秋元才加、梅田彩佳、增田有華共4人組成新團體「DiVA」，唱片所屬公司為avex trax，同時公布出道單曲發行日為4月27日。之後，受到東日本大震災的影響變更為5月18日。

2012年
- 1月7日、開始做為競馬節目（富士電視台）的主持人。
- 6月6日、AKB48第27張單曲選拔總選舉︰第11名。
- 8月24日、『AKB48 in TOKYO DOME〜1830mの夢〜』第一天演唱會組閣宣佈移籍海外SNH48。
- 11月1日、與鈴木瑪莉亞正式移籍SNH48，於上海為SNH48成員擔任舞蹈導師。

2013年
- 1月12日、SNH48於上海浅水湾文化艺术中心舉辦團體組成後的首次公開表演。但SNH48方面表示，由於工作簽證問題，未能安排宮澤及鈴木兩名海外成員上台演出。
- 1月15日、宮澤連同五位SNH48成員前往上海出席代言的電玩遊戲「鬥魂Online」活動，是宮澤於SNH48第一份幕前工作。
- 1月27日、在『AKB48 REQUEST HOUR SETLIST BEST100 2013』最終日，Team K 6th Stage「RESET」公演、由宮澤擔任C位的unit曲「奇跡也趕不及合格」在五百多首候選歌中得了歌迷投票的第二名。是從2008年有『AKB48 REQUEST HOUR SETLIST BEST100』以來，unit曲最高排名。
- 4月28日、在『AKB48團臨時總會～黑白分明！～』的演唱會中，營運宣佈兼任AKB48（大島）Team K。[2][3]
- 6月8日、晚間在橫濱市舉行的第五屆AKB48選拔總選舉開票活動中，以65,867票[4]第10名的成績進入A面選拔。之後發表感言時說道，為專注SNH48的工作，將放棄兼任AKB48的成員[5][6]，之後10日在其部落格[7]及11日在Google+[8]發表文章向支持自己的粉絲道歉。
- 6月24日、AKB48官方博客正式宣布從當日起解除宮澤在AKB48的兼任。[9]
- 10月11日、宮澤及鈴木首次於 SNH48位於上海的「星夢劇場」演出，但二人此後仍因簽證問題，未能繼續於劇場常規出演。

2014年
- 1月8日-3月31日，參與了岸谷五朗及寺脇康文的舞台劇地球ゴージャス系列Vol.13『クザリアーナの翼』，飾演コルリ一角。
- 2月24日，於「AKB48集團大組閣祭」中宣佈將兼任SKE48 Team S，並出任Team S隊長，此外亦是48集團中首位以兼任身分擔任兼任隊伍之隊長的成員[10]。
- 6月7日，於「AKB48第37張單曲選拔總選舉」中獲得第12名，進入A面選拔。[11]
- 9月11日、16日，於音樂劇『AKB49〜恋愛禁止条例〜』中擔任座長，主演浦川みのり/浦山実一角。
- 9月17日，於「AKB48 Group 猜拳大會2014」中發表入選為第38張單曲選拔成員[12]。

2015年
- 3月26日，「AKB48春季單獨演唱會～次期總現正修行中！～」中發表入選為第40張單曲選拔成員。
- 6月6日，於「AKB48第41張單曲選拔總選舉」中以75,495的票數獲得第8名，成功獲得自身有史以來最高名次。
- 12月16日，於FNS歌謠祭 2015直播中宣佈從SNH48及SKE48畢業[13]。

2016年
- 1月24日、『AKB48Group REQUEST HOUR SETLIST BEST100 2016』最終日，由宮澤擔任Center的TeamK 6th Stage「RESET」公演的unit曲「奇跡は間に合わない(奇跡也趕不及合格)」獲得第1名，製作單位發佈2016年宮澤畢業演唱會與公演時間。
- 3月3日於名古屋舉辦「大家、不要哭哦。宮澤佐江畢業演唱會 前夜祭 in 日本綜合體育館」。
- 3月4日於名古屋舉辦「大家、不要哭哦。宮澤佐江畢業演唱會 in 日本綜合體育館」。
- 3月16日於上海SNH48劇場舉辦「宮澤佐江畢業公演」。
- 3月31日於名古屋SKE48劇場舉辦「宮澤佐江畢業公演」。
- 4月1日於秋葉原AKB48劇場舉辦「2期生10周年紀念　舊TeamK 特别公演」[14]。於公演尾聲特別預備了讓同時期畢業的宮澤、移籍NMB48的梅田彩佳及小林香菜穿上畢業禮服發表感言的環節，被認為是「回到AKB48劇場的畢業公演」。
- 8月5日至27日，於帝國劇場出演音樂劇『王家の紋章』(尼羅河女兒)女主角凱羅爾（双女主演），是AKB48 Group第一個踏上帝國劇場的成員。
- 12月31日、出演朝日電視台製播的《年末奇怪愛情劇》第三集特別劇《大叔的愛》，飾演男主角同事湊明日香一角。

2017年
- 4月8日至5月7日於帝國劇場再演出音樂劇『王家の紋章』(尼羅河女兒)女主角凱羅爾。於5月13日至5月31日移師大阪的梅田藝術劇場公演。
- 7月24日至8月13日出演百老匯音樂劇『彼德潘ピーター・パン』，飾演老虎莉莉（タイガーリリー）一角。
- 9月29日至10月8日出演舞台劇「TOKYO TRIBE」，出演スンミ一角。
- 11月27日至12月13日於帝國劇場出演由松任谷由實及寺脇康文主演的ユーミン×帝劇vol.3「朝陽の中で微笑んで」，飾演女主角。

2018年
- 4月8日、7月15日，再次參與地球ゴージャス系列的舞台劇，於Vol.15『ZEROTOPIA』中出演サンディー(W演出，另一名是花澤香菜)。
- 5月24日宣佈不再與事務所FLAVE ENTERTAINMENT续约，藝能活動暂停，粉丝俱乐部也會解散。
- 7月29日在東京舉辦了最後一場FC活動後正式進入休止期，Twitter亦停止使用。

2019年
- 7月1日起隸屬於Horipro，新事务所首份工作为演出音樂劇彼得潘。

## 人物

### 性格喜好
- 家庭組成是爸媽及大七歲和大五歲的哥哥，宮澤是老么。[15]跟家人關係非常好，現在仍與家人同住。
- 中學時代的3年間在籃球隊擔任前鋒的位置。但亦曾受到同學一整年的言語及暴力霸凌，有一段時間沒去學校，後來受到家人們及籃球隊恩師鼓勵而勇敢地撐過了難關。[16]
- 情感豐富且很會替別人著想，經常為成員們達到的成就而哭，而且是當事人還未有任何表現前，自己先泣不成聲。
- 在節目《原來如此！高校》中，被特別來賓德光和夫選為想要讓宮澤成為自己兒子的妻子。理由是在AKB48第22張單曲選拔總選舉注意到宮澤很會替大家著想，很會看氣氛（「目配り、気配り、心配り」）[17]
- 和早安家族的真野惠里菜互為朋友，在blog提起常一起去吃飯。[18][19]
- 私服品味非常奇特，於AKBINGO!的私服秀環節連續被評審評為「醜女」。
- 喜愛穿男裝。由於樣子和穿著相當中性化且散發男子氣息，加上其絕佳的人緣，所以扮演男生極為容易讓成員們為之傾倒，更有被成員說過「喜歡上宮澤是每位成員的必經之路」。
- 會手語。於自身畢業演唱會上表演了手語版的《掌》。

### AKB48相關
- 自我介紹詞是「Team K的活力來源」「ゲンキング（元氣的進行式）」。是Team K的主力成員之一，在Team K組成之後全部的單曲中都是選拔成員。
- 在AKB48中人緣很好，是個溫柔的人，會讓後輩直接叫自己「佐江ちゃん」。
- 與原Team K的佐藤夏希是同一所高中的同學，前Team A的指原莉乃則是高中的學妹。
- 與同經紀公司也是Team K成員的秋元才加因身高和團隊裡頭吃重的關係被合稱為「雙塔」，與秋元一起行動的機會相當多，私下關係也非常好。和同期Team K成員大島優子關係良好，互稱為「心友」[20][21][22][23]。10月24日宮澤要移籍海外的公演上，大島感性說著「兩人是不需要說什麼，也能相互理解的關係。能碰到讓我有『遇到這個人太好了』的想法的人，真的很高興，甚至覺得『人生中不會再遇到像這樣的人』的這種關係」[24]。和大島、秋元才加有「鐵三角」之稱，三人從AKB48畢業後也經常相聚。
- AKB48所有參加過的NHK音樂節目，如《NHK紅白歌合戰》、《POP JAM》、《MUSIC JAPAN》等，到第23張單曲〈風正在吹〉，宮澤是唯一全數參加演出的成員。「AKB48第19張單曲選拔猜拳大會」輸了之後，在那時同樣保持連續演出記錄的高橋南、板野友美也同樣輸了，中斷記錄。但因為代替在拍攝連續劇《Q10》而無法出席的前田敦子，因此在第19張單曲〈機會的順序〉仍舊保持連續演出的記錄。[25]
- SKE48內同隊的北川綾巴曾表示，因為憧憬宮澤而報名SKE徵選，宮澤亦很照顧北川，在畢業後仍有與北川相聚及慶祝生日。

## 音樂作品

### 單曲CD
AKB48名義
|               | 發行日期       | 單曲名稱                            | 參與歌曲名稱                        | 名義            | 收錄於      | MV | 備註  |
| ------------- | -------------- | ----------------------------------- | ----------------------------------- | --------------- | ----------- | -- | ----- |
| AKB48时期     |                |                                     |                                     |                 |             |    |       |
| 01st          | 2006年10月25日 | 好想見你                            | 好想見你                            |                 | 全版本      | ★  | A面曲 |
| 02nd          | 2007年01月31日 | 制服真礙事                          | 制服真礙事                          |                 | 全版本      | ★  | A面曲 |
| 02nd          | 2007年01月31日 | 制服真礙事                          | Virgin love                         | Team K          | 全版本      |    |       |
| 03rd          | 2007年04月18日 | 曾不屑一顧的愛情                    | 曾不屑一顧的愛情                    |                 | 全版本      | ★  | A面曲 |
| 04th          | 2007年07月18日 | BINGO!                              | BINGO!                              |                 | 全版本      | ★  | A面曲 |
| 05th          | 2007年08月08日 | 我的太陽                            | 我的太陽                            |                 | 全版本      | ★  | A面曲 |
| 05th          | 2007年08月08日 | 我的太陽                            | 未來的果實                          |                 | 全版本      |    |       |
| 06th          | 2007年10月31日 | 妳正在看著夕陽嗎?                   | 妳正在看著夕陽嗎?                   |                 | 全版本      | ★  | A面曲 |
| 06th          | 2007年10月31日 | 妳正在看著夕陽嗎?                   | Viva! Hurricane                     | 向日葵組        | 全版本      |    |       |
| 06th          | 2007年10月31日 | 妳正在看著夕陽嗎?                   | 妳正在看著夕陽嗎? （向日葵2.1Mix）  |                 | 初回限定盤B |    |       |
| 07th          | 2008年01月23日 | 浪漫、不需要                        | 浪漫、不需要                        |                 | 全版本      | ★  | A面曲 |
| 07th          | 2008年01月23日 | 浪漫、不需要                        | 愛的毛巾                            | 向日葵組        | 全版本      |    |       |
| 07th          | 2008年01月23日 | 浪漫、不需要                        | 浪漫、不需要 （向日葵2.1Mix）       |                 | 初回限定盤B |    |       |
| 08th          | 2008年02月27日 | 櫻花花瓣2008                        | 櫻花花瓣2008                        |                 | 全版本      | ★  | A面曲 |
| 08th          | 2008年02月27日 | 櫻花花瓣2008                        | 最後的制服                          |                 | 全版本      |    |       |
| 09th          | 2008年06月13日 | Baby! Baby! Baby!                   | Baby! Baby! Baby!                   |                 | 全版本      | ★  | A面曲 |
| 09th          | 2008年06月13日 | Baby! Baby! Baby!                   | 不要讓夢想死去                      |                 | Napster     |    |       |
| 10th          | 2008年10月22日 | 大聲鑽石                            | 大聲鑽石                            |                 | 全版本      | ★  | A面曲 |
| 10th          | 2008年10月22日 | 大聲鑽石                            | 大聲鑽石 (team K ver.)              | Team K          | 剧场盤      |    |       |
| 11st          | 2009年03月04日 | 10年櫻                              | 10年櫻                              |                 | 全版本      | ★  | A面曲 |
| 11st          | 2009年03月04日 | 10年櫻                              | 在櫻花色的天空之下                  |                 | 全版本      |    |       |
| 12nd          | 2009年06月24日 | 驚喜的淚水!                         | 驚喜的淚水!                         |                 | 全版本      | ★  | A面曲 |
| 13rd          | 2009年08月26日 | Maybe是藉口                         | Maybe是藉口                         |                 | 全版本      | ★  | A面曲 |
| 14th          | 2009年10月21日 | RIVER                               | RIVER                               |                 | 全版本      | ★  | A面曲 |
| 15th          | 2010年02月17日 | 櫻花印記                            | 櫻花印記                            |                 | 全版本      | ★  | A面曲 |
| 15th          | 2010年02月17日 | 櫻花印記                            | 远距离海报                          | Team PB         | 除Type-B    | ★  |       |
| 16th          | 2010年05月26日 | 馬尾與髮圈                          | 馬尾與髮圈                          |                 | 全版本      | ★  | A面曲 |
| 16th          | 2010年05月26日 | 馬尾與髮圈                          | 馬路須加學園頂尖藍調                |                 | 除Type-A    | ★  |       |
| 17th          | 2010年08月18日 | 無限重播                            | 無限重播                            |                 | 全版本      | ★  | A面曲 |
| 17th          | 2010年08月18日 | 無限重播                            | 蔬菜姊妹                            | 蔬菜姊妹        | 除Type-B    | ★  |       |
| 17th          | 2010年08月18日 | 無限重播                            | Lucky Seven                         |                 | 除Type-A    | ★  |       |
| 18th          | 2010年10月27日 | Beginner                            | Beginner                            |                 | 全版本      | ★  | A面曲 |
| 19th          | 2011年12月08日 | 機會的順序                          | 預約的聖誕節                        |                 | 全版本      | ★  |       |
| 19th          | 2011年12月08日 | 機會的順序                          | ALIVE                               | Team K          | Type-K      | ★  |       |
| 20th          | 2011年02月16日 | 變成櫻花樹                          | 變成櫻花樹                          |                 | 全版本      | ★  | A面曲 |
|               | 2011年04月01日 | 為了誰 -What can I do for someone?- | 為了誰 -What can I do for someone?- |                 |             | ★  |       |
| 21st          | 2011年05月25日 | Everyday、髮箍                      | Everyday、髮箍                      |                 | 全版本      | ★  | A面曲 |
| 21st          | 2011年05月25日 | Everyday、髮箍                      | 現在開始 Wonderland                 |                 | 全版本      | ★  |       |
| 21st          | 2011年05月25日 | Everyday、髮箍                      | 鬥魂                                |                 | Type-A      | ★  |       |
| 22nd          | 2011年08月24日 | 飛翔入手                            | 飛翔入手                            |                 | 全版本      | ★  | A面曲 |
| 22nd          | 2011年08月24日 | 飛翔入手                            | 不知不覺的青春                      |                 | Type-A      | ★  |       |
| 22nd          | 2011年08月24日 | 飛翔入手                            | 野菜占卜                            | 蔬菜姊妹2011    | 劇場盤      |    |       |
| 23rd          | 2011年10月26日 | 風正在吹                            | 風正在吹                            |                 | 全版本      | ★  | A面曲 |
| 24th          | 2011年12月07日 | 崇尚麻里子                          | 耶誕夜                              |                 | 全版本      | ★  |       |
| 24th          | 2011年12月07日 | 崇尚麻里子                          | 零和太阳                            | Team K          | Type-K      | ★  |       |
| 25th          | 2012年02月15日 | GIVE ME FIVE!                       | GIVE ME FIVE!                       |                 | 全版本      | ★  | A面曲 |
| 25th          | 2012年02月15日 | GIVE ME FIVE!                       | 牧羊人之旅                          | Special Girls B | Type-B      | ★  |       |
| 26th          | 2012年05月23日 | 仲夏的Sounds good!                  | 仲夏的Sounds good!                  |                 | 全版本      | ★  | A面曲 |
| 26th          | 2012年05月23日 | 仲夏的Sounds good!                  | 为了你我…                           |                 | 劇場盤      |    |       |
| 27th          | 2012年08月29日 | 格子花紋                            | 格子花紋                            |                 | 全版本      | ★  | A面曲 |
| SNH48时期     |                |                                     |                                     |                 |             |    |       |
| 29th          | 2012年12月05日 | 永遠的壓力                          | 我们的Reason                        |                 | 劇場盤      |    |       |
| 兼任AKB48开始 |                |                                     |                                     |                 |             |    |       |
| 31st          | 2013年05月22日 | 再見自由式                          | 再見自由式                          |                 | 全版本      | ★  | A面曲 |
| 兼任AKB48结束 |                |                                     |                                     |                 |             |    |       |
| 32nd          | 2013年08月21日 | 戀愛的幸運餅乾                      | 戀愛的幸運餅乾                      |                 | 全版本      | ★  | A面曲 |
| 32nd          | 2013年08月21日 | 戀愛的幸運餅乾                      | 最後一扇門                          |                 | Type-B      | ★  |       |
| 32nd          | 2013年08月21日 | 戀愛的幸運餅乾                      | 不是因為眼淚                        |                 | Type-B      | ★  |       |
| 兼任SKE48开始 |                |                                     |                                     |                 |             |    |       |
| 36th          | 2014年05月21日 | 拉布拉多獵犬                        | 只到今天的旋律                      |                 | 全版本      | ★  |       |
| 37th          | 2014年08月27日 | 心意告示牌                          | 心意告示牌                          |                 | 全版本      | ★  | A面曲 |
| 38th          | 2014年11月26日 | 希望無限                            | 希望無限                            |                 | 全版本      | ★  | A面曲 |
| 39th          | 2015年03月04日 | Green Flash                         | 如果世界在哭泣                      | SKE48           | Type-S      | ★  |       |
| 40th          | 2015年05月20日 | 我們不戰鬥                          | 我們不戰鬥                          |                 | 全版本      | ★  | A面曲 |
| 40th          | 2015年05月20日 | 我們不戰鬥                          | Summer side                         | Selection 16    | 除Type-D    | ★  |       |
| 41st          | 2015年08月26日 | Halloween Night                     | Halloween Night                     |                 | 全版本      | ★  | A面曲 |
| 42nd          | 2015年012月9日 | 嘴唇上Be My Baby                    | 嘴唇上Be My Baby                    |                 | 全版本      | ★  | A面曲 |
| 42nd          | 2015年012月9日 | 嘴唇上Be My Baby                    | 背中言葉                            |                 | Type-D      | ★  |       |
| 43rd          | 2016年03月9日  | 你就是旋律                          | 你就是旋律                          |                 | 全版本      | ★  | A面曲 |

SKE48名義
|      | 發行日期       | 單曲名稱       | 參與歌曲名稱   | 名義                 | 收錄於 | MV | 備註   |
| ---- | -------------- | -------------- | -------------- | -------------------- | ------ | -- | ------ |
| 15th | 2014年7月30日  | 笨拙的太阳     | 笨拙的太阳     |                      | 全版本 | ★  | A面曲  |
| 15th | 2014年7月30日  | 笨拙的太阳     | 放学后的比赛   | Team S               | Type-A | ★  |        |
| 16th | 2014年12月10日 | 12月的袋鼠     | 12月的袋鼠     |                      | 全版本 | ★  | A面曲  |
| 16th | 2014年12月10日 | 12月的袋鼠     | 永不消失的火焰 | Team S               | Type-A | ★  |        |
| 16th | 2014年12月10日 | 12月的袋鼠     | I love AICHI   | 爱知TOYOTA选拔       | 全版本 |    |        |
| 17th | 2015年03月31日 | 風情萬種塞車中 | 風情萬種塞車中 |                      | 全版本 | ★  | A面曲  |
| 17th | 2015年03月31日 | 風情萬種塞車中 | DIRTY          | Team S               | Type-A | ★  |        |
| 17th | 2015年03月31日 | 風情萬種塞車中 | 我知道         | DOCUMENTARY of SKE48 | 全版本 |    |        |
| 18th | 2015年08月12日 | 向前衝         | 向前衝         |                      | 全版本 | ★  | A面曲  |
| 18th | 2015年08月12日 | 向前衝         | 美妙的罪惡感   | Team S               | Type-A | ★  |        |
| 19th | 2016年3月30日  | 胆小鬼LINE     | 旅行途中       | 宮澤佐江和朋友們     | Type-D | ★  | center |

### Team Surprise公演單曲
重力共鳴公演
| 公演 | 發行日期       | 公演曲             | 演唱成員                                                                    | MV | 備註 |
| ---- | -------------- | ------------------ | --------------------------------------------------------------------------- | -- | ---- |
| M01  | 2012年09月12日 | 重力共鳴           | Team Surprise                                                               | ★  |      |
| M04  | 2012年09月26日 | 沉入眼泪中的太阳   | 篠田麻里子、宫泽佐江、柏木由纪                                              | ★  |      |
| M10  | 2012年11月3日  | 不得了的三角关系   | 峯岸南、宫泽佐江、横山由依 北原里英、松井玲奈、指原莉乃                     | ★  |      |
| M11  | 2012年11月10日 | 出發的時機         | Team Surprise                                                               | ★  |      |
| M12  | 2012年11月17日 | AKB慶典            | Team Surprise                                                               | ★  |      |
| M13  | 2013年07月16日 | 你比想像中的更……   | Team Surprise                                                               | ★  |      |
| M14  | 2013年08月31日 | 女神在哪里微笑着？ | 高城亚树、北原里英、板野友美、渡边麻友 大岛优子、小嶋阳菜、宫泽佐江、峯岸南 | ★  |      |

- 標註有「★」符號者表示該首歌曲有拍攝MV。

### 專輯CD
AKB48名義
|               | 發行日期       | 專輯名稱                     | 參與歌曲名稱            | 名義                    | 收錄於 | 備註 |
| ------------- | -------------- | ---------------------------- | ----------------------- | ----------------------- | ------ | ---- |
| 02nd          | 2010年04月07日 | 神曲集                       | Baby! Baby! Baby! Baby! |                         | 全版本 |      |
| 02nd          | 2010年04月07日 | 神曲集                       | 你與彩虹與太陽          |                         | 通常盤 |      |
| 03rd          | 2011年06月08日 | 就是在這裡                   | 少女們                  |                         | 全版本 |      |
| 03rd          | 2011年06月08日 | 就是在這裡                   | 我能做的事              | Team K                  | 全版本 |      |
| 03rd          | 2011年06月08日 | 就是在這裡                   | 适可而止的建议          |                         | 全版本 |      |
| 03rd          | 2011年06月08日 | 就是在這裡                   | 就是在這裡              | AKB48+SKE48+SDN48+NMB48 | 全版本 |      |
| 04th          | 2012年08月15日 | 1830m                        | 离家出走的夜晚          | Team K                  | 全版本 |      |
| 04th          | 2012年08月15日 | 1830m                        | 藍天 不會寂寞嗎？       | AKB48+SKE48+NMB48+HKT48 | 全版本 |      |
| SNH48时期     |                |                              |                         |                         |        |      |
| 05th          | 2014年01月22日 | 未來軌跡                     | After Rain              |                         | Type-A |      |
| 05th          | 2014年01月22日 | 未來軌跡                     | 坚强与脆弱之间          |                         | Type-A |      |
| 兼任SKE48开始 |                |                              |                         |                         |        |      |
| 06th          | 2015年01月21日 | 這裡是羅德斯島、在這裡跳吧！ | 愛的存在                |                         | 全版本 |      |
| 06th          | 2015年01月21日 | 這裡是羅德斯島、在這裡跳吧！ | 继续活下去              |                         | Type-B |      |

### 其他参与歌曲
LOVE CRESCENDO名義
|      | 發行日期         | 单曲名稱       | 參與歌曲名稱    | 名義           | 收錄於 | 備註 |
| ---- | ---------------- | -------------- | --------------- | -------------- | ------ | ---- |
| 01st | 2015年011月025日 | 杯中倾泻的阳光 | 但是 不是雨吗？ | Transit Girls  | Type-B |      |
| 01st | 2015年011月025日 | 杯中倾泻的阳光 | 从明天开始快乐  | 爱知TOYOTA选拔 | 全版本 |      |

### 劇場公演分組曲
| 公演名稱                                 | 參與歌曲名稱    | 備註                                             |
| ---------------------------------------- | --------------- | ------------------------------------------------ |
| 初代Team K                               |                 |                                                  |
| Team K 1st Stage「PARTY开始了」公演      | 裙襬飄飄        |                                                  |
| Team K 1st Stage「PARTY开始了」公演      | 星之温度        |                                                  |
| Team K 2nd Stage「青春女孩」公演         | Blue rose       |                                                  |
| Team K 2nd Stage「青春女孩」公演         | 放浪之夏        |                                                  |
| Team K 3rd Stage「脑内天堂」公演         | 你是天馬        |                                                  |
| 向日葵组 1st Stage「我的太阳」公演       | 愛的防衛        |                                                  |
| 向日葵组 2nd Stage「不要让梦想死去」公演 | 初次的果糖      |                                                  |
| Team K 4th Stage「最终钟声鸣响」公演     | 對不起 我的寶石 |                                                  |
| Team K 4th Stage「最终钟声鸣响」公演     | 再战            | 成濑理沙休演时的代演                             |
| Team K 4th Stage「最终钟声鸣响」公演     | 16人姐妹之歌    | 小林香菜休演时的代演                             |
| Team K 5th Stage「引体后空翻」公演       | 愛之色          |                                                  |
| Team K 5th Stage「引体后空翻」公演       | 曲終人盡        | 梅田彩佳休演时的代演                             |
| THEATER G-ROSSO「不要讓夢想死去」公演    | 初次的果糖      | 以藤江丽奈、高城亞樹、仲谷明香、鈴木玛利亚為代演 |
| 秋元Team K                               |                 |                                                  |
| Team K 6th Stage「RESET」公演            | 奇跡也趕不及    |                                                  |

| 公演名稱                               | 參與歌曲名稱    | 備註 |
| -------------------------------------- | --------------- | ---- |
| SNH48 Team SII 1st“最终的钟声响起”公演 | 對不起 我的寶石 |      |

| 公演名稱                             | 參與歌曲名稱   | 備註                   |
| ------------------------------------ | -------------- | ---------------------- |
| 宫泽Team S                           |                |                        |
| SKE48 Team S 5th Stage“制服之芽”公演 | 万花筒         |                        |
| SKE48 Team S 5th Stage“制服之芽”公演 | 女孩子的第六感 | 松井珠理奈休演时的代演 |

## 戲劇作品

### 電影
- 傳染歌（2007年8月25日上映） - 飾演
- （2009年7月4日上映、FREAK ENTERTAINMENT）
- 俏妞出招（2011年4月1日上映） - 飾演高橋真巳
- 奥特曼傳奇（2012年3月24日上映、松竹） - 咲和（高山咲和子）
- 9つの窓（2016年2月6日上映、微電影） - 飾演ハルミ
- 超人力霸王德卡最終章：旅途的彼方...（2023年2月23日） - 海岬五和副隊長[28]

### 電視劇
- （2008年1月8日 - 3月25日、東京電視台） - 飾演 城戸小春
- 戀空（2008年8月2日 - 9月13日、TBS） - 飾演
- 第5・6話（2008年11月7日・14日、テレビ神奈川・KBS京都・サンテレビ／9日・16日、三重テレビ／10日・17日、テレビ埼玉／11日・18日、千葉電視台） - 飾演
- 「ラブレター（日语：ラブレター (2008年のテレビドラマ)）」 第10-35話（2008年12月5日 - 2009年1月16日、TBS） - 飾演 （中高生時代）
- 马路须加学园（2010年1月15日 - 3月26日、東京電視台） - 饰演 学兰
- あり得ない! 第5話（2010年2月10日、MBS電視台） -　饰演 高野アヤ
- 來自櫻花的信 ～AKB48 各自的畢業故事～（2011年2月26日 - 3月6日，日本電視台）
- 马路须加学园2 第1話 - 最終話（2011年4月15日 - 7月1日、東京電視台） - 饰演 学兰（洋兰）
- （（2013年1月11日、TwellV） - #11 飾演 三好亜紀
- 金曜ロードSHOW!特別企画『Dr.ナースエイド』 （2014年11月7日）（日本電視台） - 饰演 平野優
- 大叔的愛（2016年12月31日、テレビ朝日） - 湊あすか 役
- 西村京太郎トラベルミステリー71（2020年1月5日、テレビ朝日）- 細野真美子 役
- 池上彰の人類VS新型コロナ「最前線で闘う医師 コロナからの生還～あの時、何が起きていたのか～」（2020年7月5日、テレビ東京）- 岡本真奈 役 ※再現ドラマ
- 默默奉獻的灰姑娘第10話（2020年9月17日、フジテレビ）- 丸岡彩乃 役
- [緊急取調室4] 第1話 （2021年）- 桜井美智（空姐） 役
- 超人力霸王Decker（2022年） - 海岬五和 副隊長 役

### 舞台劇
- AKB歌劇団「∞・Infinity」（2009年10月30日 - 11月8日、THEATRE G-ROSSO） - 村雨ルカ 役
- スペース・ウォーズ再演（2010年7月22日、東京グローブ座）
- スーパーLIVEショー「ダブルヒロイン」（2011年9月22日・24日 - 26日、品川ステラボール） - 品川ステラボール 役
- 地球ゴージャスプロデュース公演 Vol.13「クザリアーナの翼」（2014年1月8日 - 2月20日、赤坂ACTシアター　2月26日 - 3月1日、愛知県芸術劇場　3月7日 - 3月12日、キャナルシティ劇場　3月18日 - 3月31日、梅田芸術劇場） - コルリ 役
- ミュージカル「AKB49〜戀愛禁止條例〜」（2014年9月11日 - 9月16日、AiiA Theater Tokyo） - 主演・浦川みのり&浦山実 役[29]
- 地球ゴージャス「地球ゴージャス20th Anniversary GALA CONCERT」（2015年3月29日、舞浜アンフィシアター）
- AKB48グループ総出演のホラー朗読劇「アドレナリンの夜」＃06（2015年10月9日、Zeppブルーシアター六本木）
- 王家的紋章（2016年8月4日～8月27日、帝国劇場） - 凱羅爾役
- 王家的紋章 再演（2017年4月8日 - 5月7日、帝国劇場 5月13日 - 5月31日、梅田芸術劇場） - 凱羅爾役
- ブロードウェイミュージカル「ピーター・パン」（2017年7月24日 - 8月3日、東京国際フォーラム 2017年8月5日 - 8月6日、静岡市清水文化会館マリナート 大ホール 2017年8月12日 - 8月13日、梅田芸術劇場） - タイガー・リリー 役
- 舞台「TOKYO TRIBE」 （2017年9月29日 - 10月8日、TSUTAYA O-EAST 10月11日 - 10月12日、ZEPP NAGOYA 10月21日 - 10月22日、松下IMPホール） - スンミ 役
- ユーミン×帝劇 vol.3 朝陽の中で微笑んで（2017年11月27日 - 12月20日、帝国劇場） - 北岡紗良（恵美） 役。
- 地球ゴージャスプロデュース公演 Vol.15 「ZEROTOPIA」（2018年4月9日 - 5月22日、赤坂ACTシアター 5月29日 - 6月2日、刈谷市総合文化センター 6月9日 - 6月10日、新潟テルサ 6月22日 - 6月24日、福岡サンパレス 6月30日 - 7月1日、広島文化学園HBGホール 7月6日 - 7月15日、フェスティバルホール） - サンディー 役。

## 綜藝節目
- AKB1時59分!(2008年2月21日 - 3月27日、日本電視台)
- AKB0時59分!(2008年4月7日 - 5月26日・6月16日 - 9月29日、日本電視台)
- AKBINGO!（2008年10月1日 - 不定期出演、日本電視台）
- 週刊AKB（2009年7月10日 - 不定期出演、東京電視台）
- G.I.ゴロー（2010年4月19日 - 5月3日、TBS）
- AKB-級グルメスタジアム（2010年7月4日・8月15日、食と旅のフーディーズTV）
- AKB48神TV （ファミリー劇場）
  - Season2（2009年7月10日・17日・8月28日・9月4日・18日）
  - Season3（2009年10月9日 - 11月13日・12月11日・18日）
  - 特別節目2009（2009年12月28日）
  - 特別節目〜分組對抗!春季保齡球大賽〜（2010年4月30日）
  - Season4（2010年8月1日・8日・29日『宮澤佐江邁向職業保齡球手之路』企劃・9月5日・12日）
  - Season5（2010年11月21日・28日）
  - Season6（2011年4月24日）
- 原來如此！高校（2010年5月30日・10月9日・2011年4月21日 - 不定期出演、日本電視台）
- DERO密室遊戲大脫逃（2010年6月30日・8月18日・12月22日、日本電視台）
- AKB和××!（2010年8月10日・9月28日・12月23日・2012年9月20日・2013年2月21日讀賣電視台）
- 有吉AKB共和国（2010年12月9、16日、2011年1月20、27日、2012年1月5日、2013年2月25日・3月4日、TBS）
- さんま&所の大河バラエティ超超近現代史!（2010年3月30日・2011年2月22日、日本電視台）
- 微妙〜（2011年9月29日・10月6日・10月13日・10月20日・11月3日・11月10日・11月17日・12月8日・2012年1月12日・1月19日・1月26日、ひかりTV）
- ニッポン小意見センタ〜♪（富士電視台、2011年10月9日、嘉賓出演）
- （2012年1月7日 - 、富士電視台、固定班底）
- AKB48的真格挑戰（2012年7月20日 - 不定期出演、ひかりTV）
- （2012年3月4日 - 2012年12月23日、富士電視台）
- AKB48感動!!初めての伊勢神宮（2012年3月23日、東海電視台）
- 真的假的（2012年4月20日 - 2013年2月8日、日本電視台）
- HaKaTa百貨店（2012年11月11日、日本電視台）
- （2013年1月26日・2月2日・2月16日・2月23日、富士電視台）
- SKE48 炸蝦商!（2014年7月15日 - 9月30日、日本電視台）
- 趣味の園芸 やさいの時間（2014年10月5日・11月2日・12月7日 、NHK Eテレ）
- SKE48 炸蝦賭場!（2014年10月12日 - 2015年1月4日、日本電視台）

## 電台
- ON8「柱NIGHT! with AKB48」（2007年11月5日・19日・2008年2月5日・4月28日・6月4日・16日・7月28日・9月29日、bayfm）
- AKB48 明日までもうちょっと。（2007年10月8日 - 不定期、文化放送）
- (2007年11月10日 - 2008年2月9日、仙台放送)
- サテライトボイス in お台場 ODAIBA RAINBOW STATION AKB48のオダイバファイティーン（2009年4月9日 - 2010年2月頃、SPACE DiVA）
- AKB48のオールナイトニッポン（2010年4月23日・7月23日・8月6日・9月10日・11月19日・2011年1月7日、日本放送）
- リッスン? 〜Live 4 Life〜（2010年6月度・11月度・2011年8月23日、文化放送） - 星期二
- AKB48秋元才加・宮澤佐江のうっかりチャンネル（2010年10月7日 - 2011年9月29日、文化放送）
- AKB48の伝説は、年末に生まれる! スペシャル（2010年12月29日、TBS廣播）
- AKB48の"私たちの物語"（2011年1月2日、4月29日、NHK FM）
- ViVADiVA!（日语：ViVADiVA!）（2011年10月6日 - 2013年3月28日、文化放送）

## 廣告
- (2008年)
- HP SUPPORT ANGELS starrin (2011年)

## 個人活動
- (2008年11月15日、秋葉原アソビットMVホール)
- (2009年2月3日、神田明神)
- CBC GREEN LIVE(2009年3月21日、CBCホール)

## 書籍

### 雜誌
- oricon style(2007年2月8日發售、)
- YOUNG GANGAN 9号(2007年4月20日發售、史克威爾艾尼克斯)
- sabra(2007年11月25日・12月25日發售、小學館)
- WHAT's IN?(2008年3月14日、)
- (2008年3月18日發售、)
- Popteen   (2008年3月1日發售、角川春樹事務所)
- (2008年4月7日發售、)
- (2008年6月配付、) - 
- (2008年9月22日發售、)
- smart (2008年10月24日發售、)
- 月刊(2009年2月25日發售、)
- memew Vol.42(2009年3月10日、)

### 寫真集
- 宮澤佐江第一本写真集『彼女』（2009年8月21日、講談社撮影：唐木貴央）
- 宮澤佐江 2010年月曆（2009年10月28日、ハゴロモ）
- 宮澤佐江 2011年月曆（2010年9月30日、ハゴロモ）
- 宮澤佐江 2012年月曆（2011年11月19日、ハゴロモ）
- 宮澤佐江 2013年月曆（2012年11月30日、ハゴロモ）
- 宮澤佐江 2015 SKE48 B2月曆（2014年12月18日、AKS）
- 宮澤佐江 2015 SKE48 壁掛（2014年12月18日、AKS）
- 宮澤佐江第一本写真書『涙の行方』（2015年2月16日、ワニブックス、撮影：桑島智輝）
- 宮澤佐江 2016 SKE48 月曆  (2015年12月下旬、AKS）
- 宮澤佐江 2016 SKE48 壁掛年曆（2015年12月下旬、AKS）

## 外部連結
- 宮澤佐江官方Blog「おやすみなさえ」（2011年6月20日－）（页面存档备份，存于）（日語）
- 「1LDK6人暮らしのブログ」 秋元才加・梅田彩佳・奥真奈美・小林香菜・增田有華・宮澤佐江官方Blog（2010年3月23日－2011年6月20日）（页面存档备份，存于）（日語）
- 宮澤佐江的X（前Twitter）（2013年3月21日 - ）
- 宮澤佐江的Instagram帳戶（2016年4月28日 - ）
- 宮澤佐江的新浪微博（中文）